# Carlo Little
Carlo Little, właśc. Carl O’Neil Little (ur. 17 grudnia 1938 w Londynie, zm. 6 sierpnia 2005 w Cleadon) – brytyjski perkusista, jeden z prekursorów brytyjskiej sceny rock n’ rollowej. Na jego pełnej energii grze wykształciły się rzesze początkujących perkusistów, m.in. Keith Moon, który jako nastolatek pobierał lekcje u Little’a. Największe sukcesy muzyczne odnosił w latach 60. m.in. jako członek The Rolling Stones (1962-63), The Savages Lorda Sutcha, zespołu Cyrila Daviesa czy The Flowerpot Men.
Od lat 70. koncertował z lokalnymi zespołami klubowymi, m.in. Flying Fox (1978-84), w którym grał z wieloletnim przyjacielem, basistą Nickiem Simperem. Okazjonalne występował także z własną grupą The Carlo Little All Stars.
Little zmarł w wieku 67 lat na raka płuc.
26 marca 2006 r. w Richmond odbył się koncert upamiętniający Little’a, wydany rok później na płycie DVD.

## Wybrana dyskografia

### ze Screaming Lordem Sutchem
- 1970 Lord Sutch & Heavy Friends
- 1972 Hands Of Jack The Ripper

### z Carlo Little All Stars
- 1999 Live At The Brixton Academy (płyta nieopublikowana)
- 2001 Never Stop Rockin' (płyta nieopublikowana)

### Gościnne nagrania
- 1978 Legendary Sun Performers (Roscoe Gordon)
- 1983 Roscoe Rocks Again (Roscoe Gordon)

### Inne
- 2007 Carlo Little Night Of Honour (DVD)